# 양탕
양탕(羘湯)은 소나 양 등 반추동물의 위 고기인 양을 넣어 끓인 국 또는 수프이다. 돼지의 위 고기인 오소리감투를 넣어 끓인 국이나 수프를 함께 일컫기도 한다.

## 종류

### 동·동남아시아
인도네시아에서는 양탕의 하나인 소토 바밧(soto babat)을 먹는다. 또한 세크바에 오소리감투가 들어간다.
중국에서는 란저우식 라몐에 쇠양이 들어간다.
필리핀에서는 양탕의 하나인 소파 데 몬동고(sopa de mondongo)를 먹는다.
한국에서는 내장탕 등에 쇠양이 들어간다. 순대국 등에 오소리감투가 들어가기도 한다.

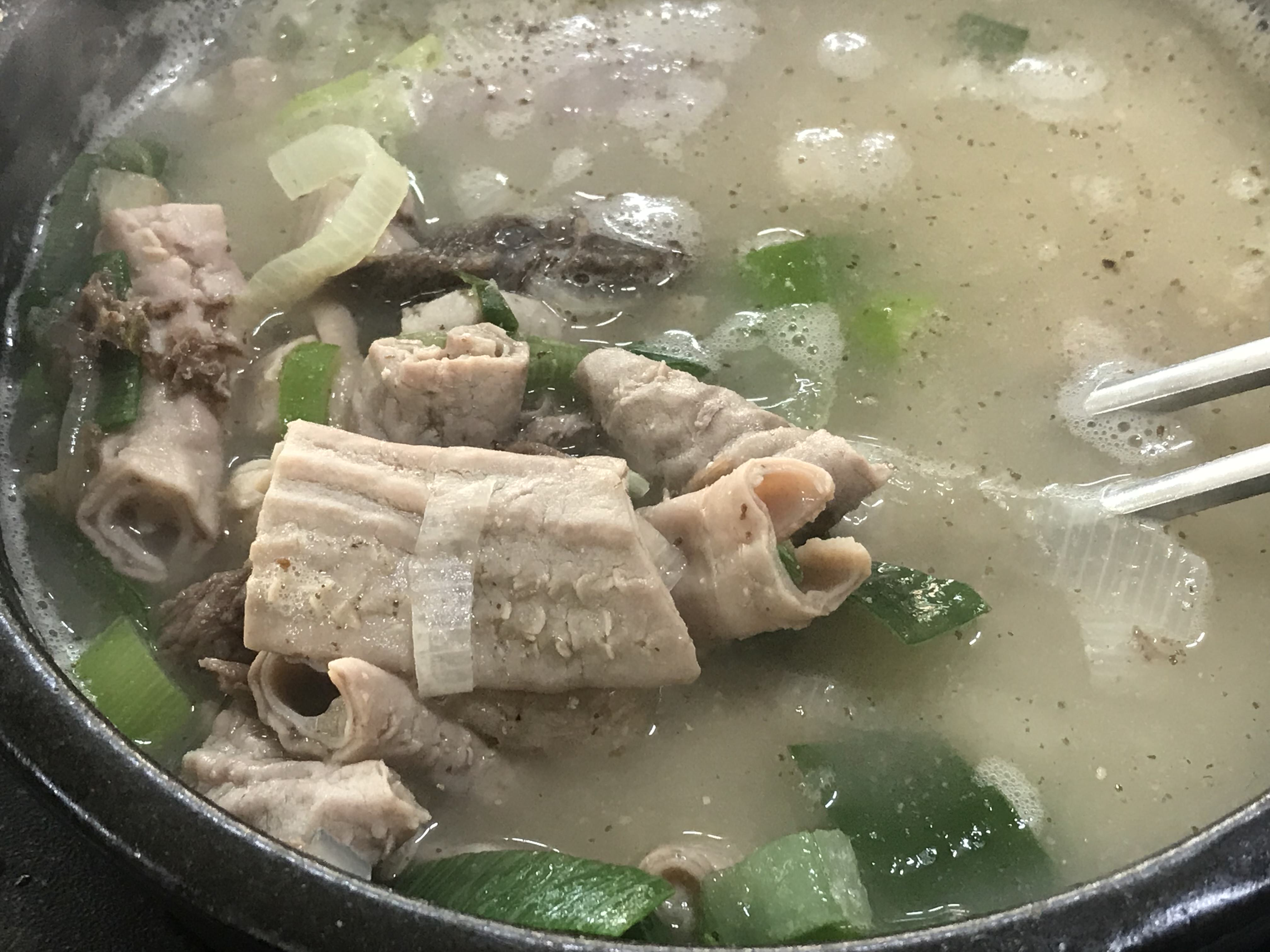
내장곰탕 (한국)
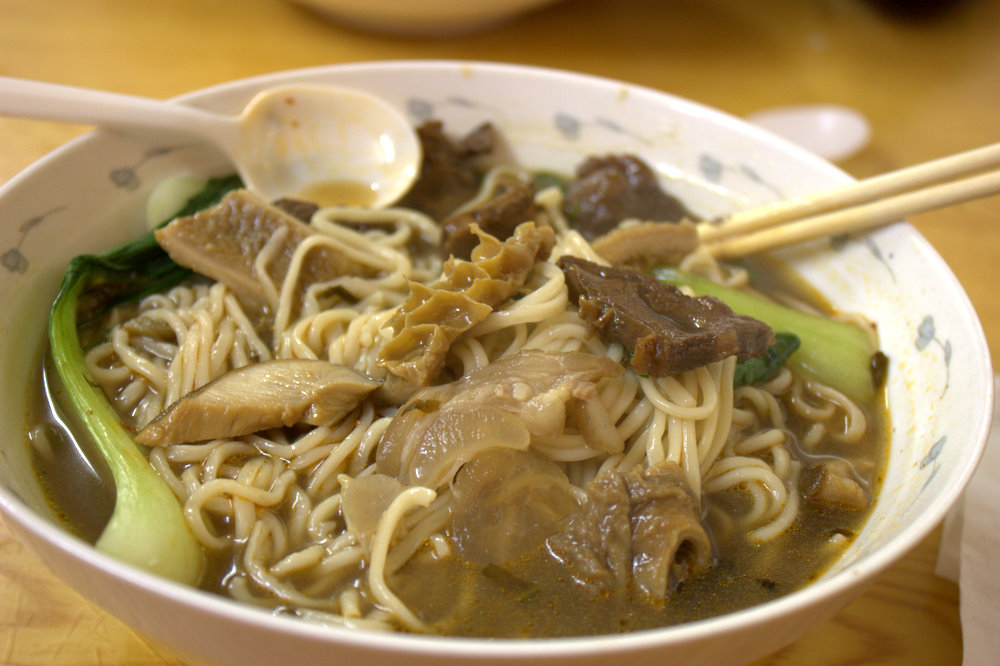
란저우 라몐 (중국)
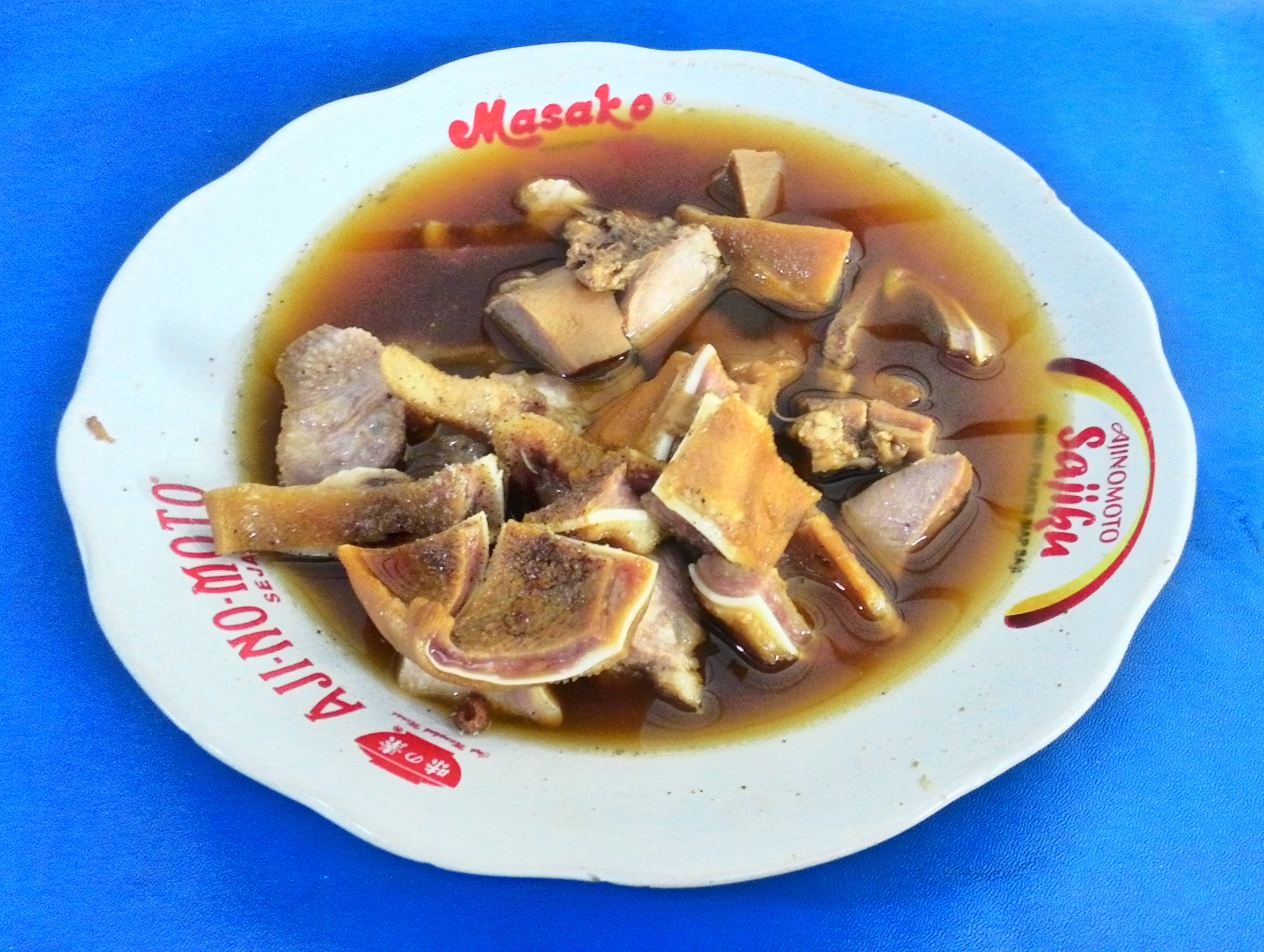
세크바 (인도네시아)
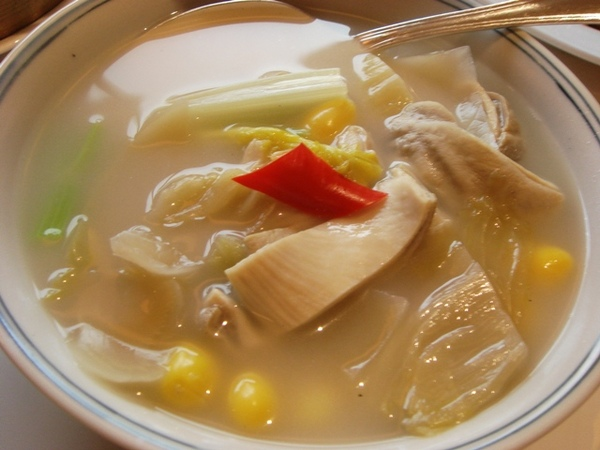
셴차이주두탕 (타이완)
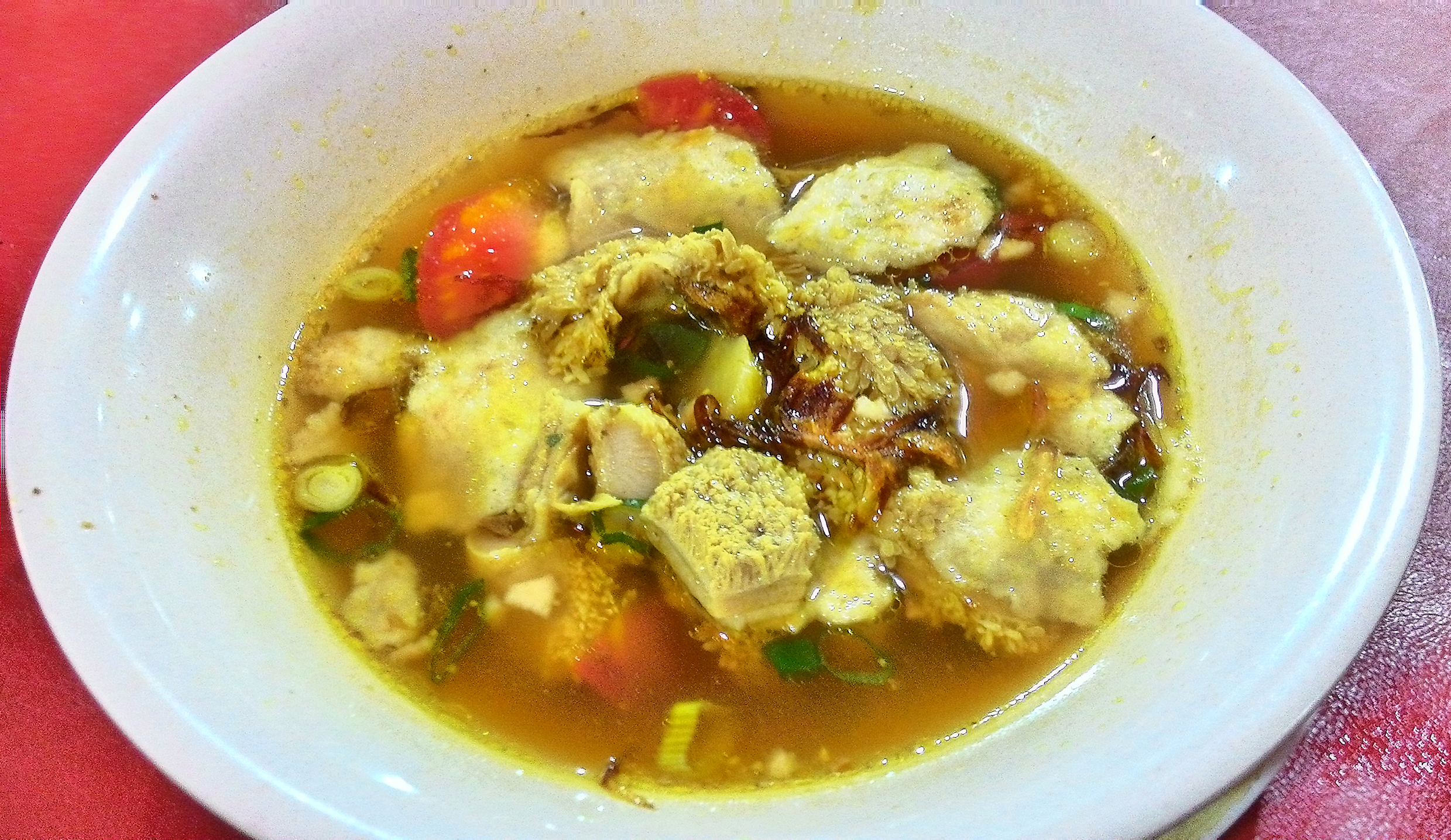
소토 바밧 (인도네시아)

### 중동·발칸
중동과 캅카스, 발칸, 동남유럽 지역에서는 양을 넣은 수프 류를 해장 음식으로 즐겨 먹는다. 머릿고기나 발 등을 넣은 하시에도 양이 들어간다.
그리스에서는 쇠양, 양양 또는 오소리감투를 주재료로 하는 파차스(πατσάς)를 먹는다.
루마니아에서는 쇠양으로 치오르버의 일종인 치오르버 데 부르터(ciorbă de burtă)를 만들어 먹는다.
불가리아에서는 쇠양 또는 양양을 끓여 마늘, 식초, 파프리카가루 등으로 간한 슈켐베 초르바(шкембе чорба)를 먹는다.
세르비아에서는 쇠양으로 슈켐비치(шкембић)를 만들어 먹는다.
이란에서는 양양으로 시라비(سیرابی)를 만들어 먹는다.
터키에서는 쇠양으로 초르바의 일종인 이슈켐베 초르바스(işkembe çorbası)를 만들어 먹는다.

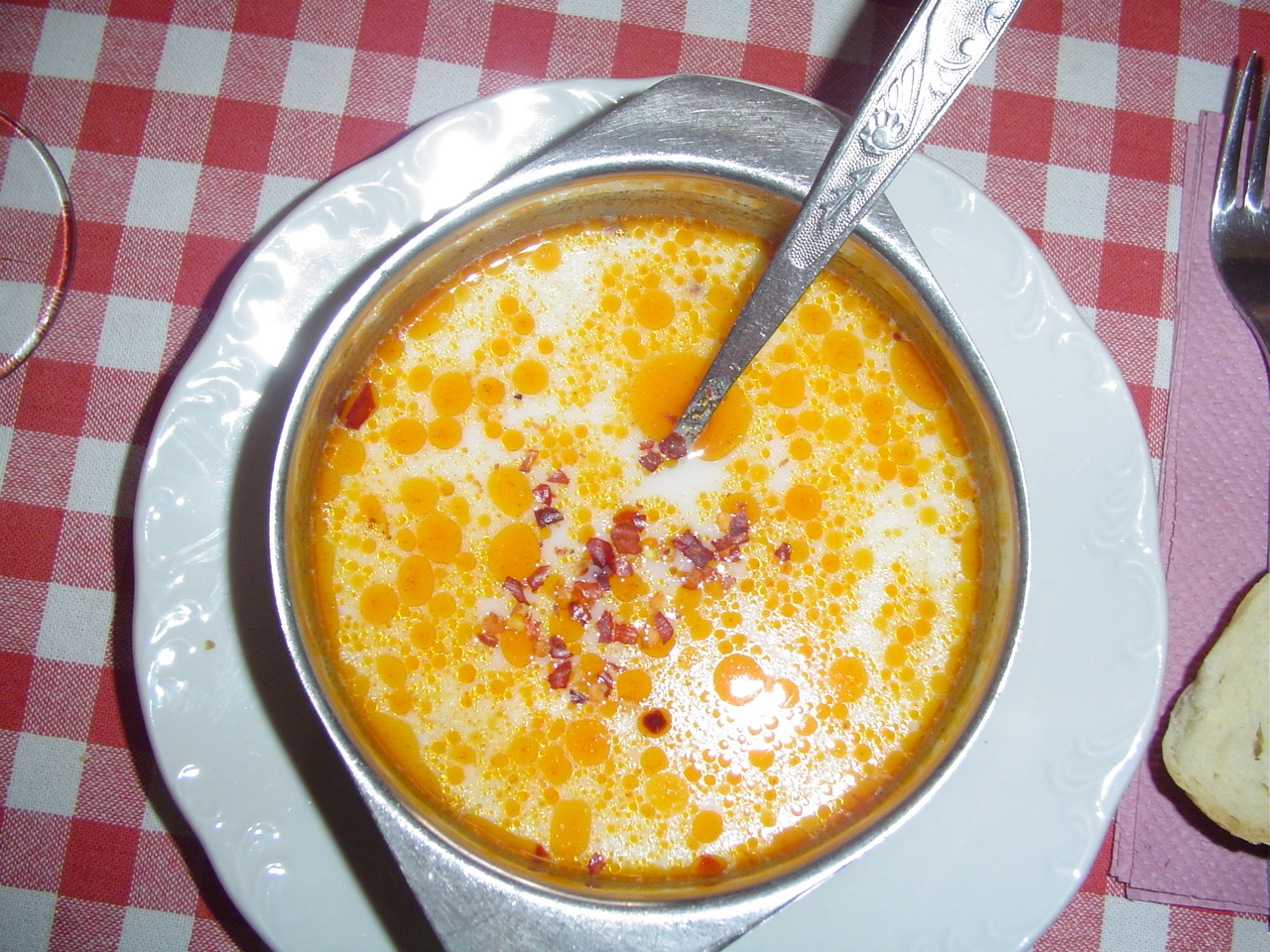
슈켐베 초르바 (불가리아)
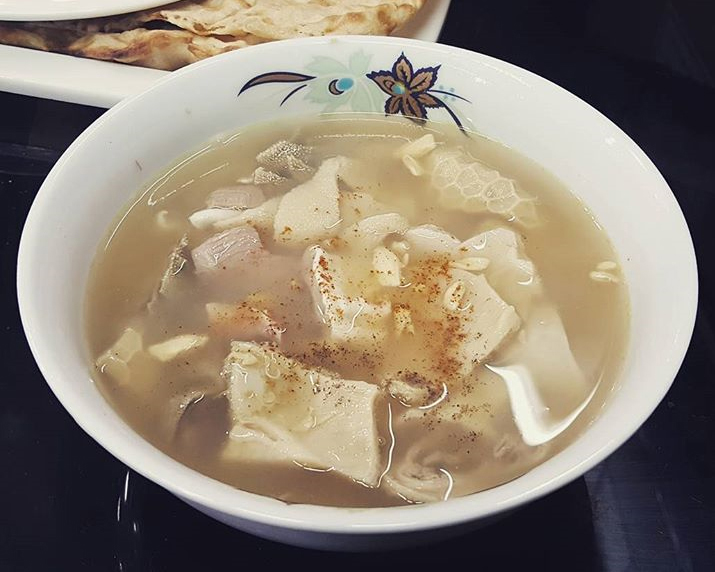
시라비 (이란)
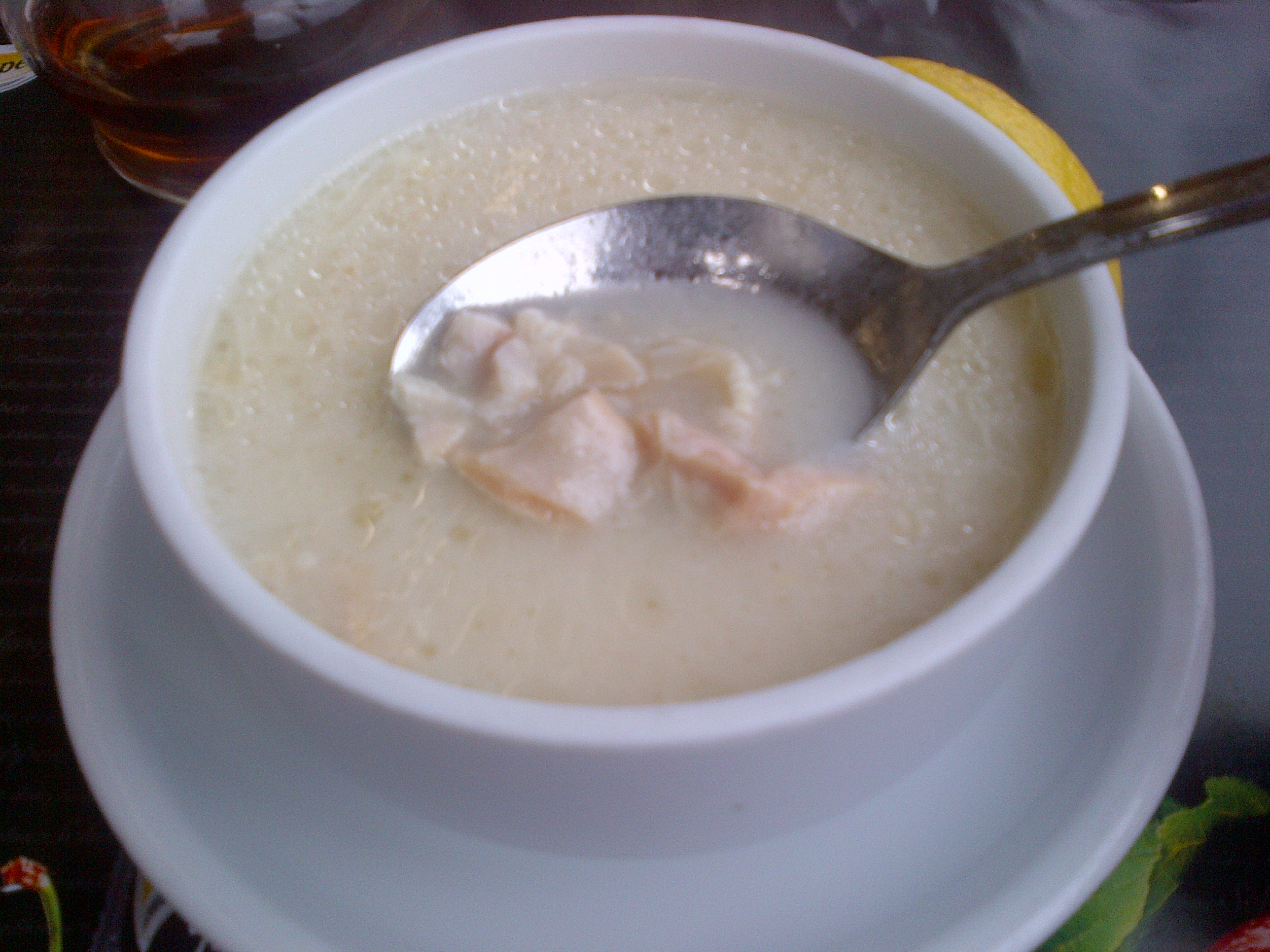
이슈켐베 초르바스 (터키)
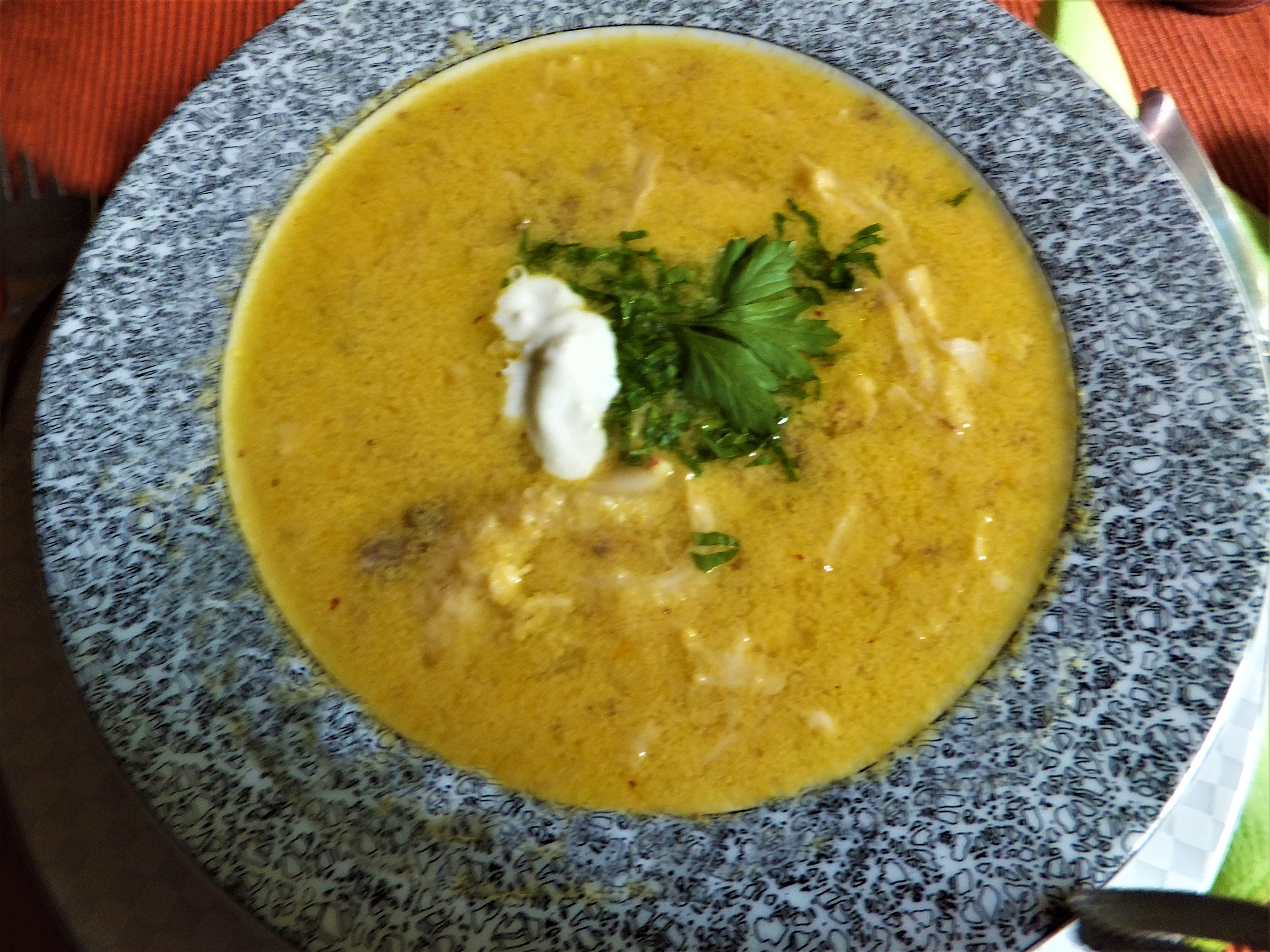
치오르버 데 부르터 (루마니아)
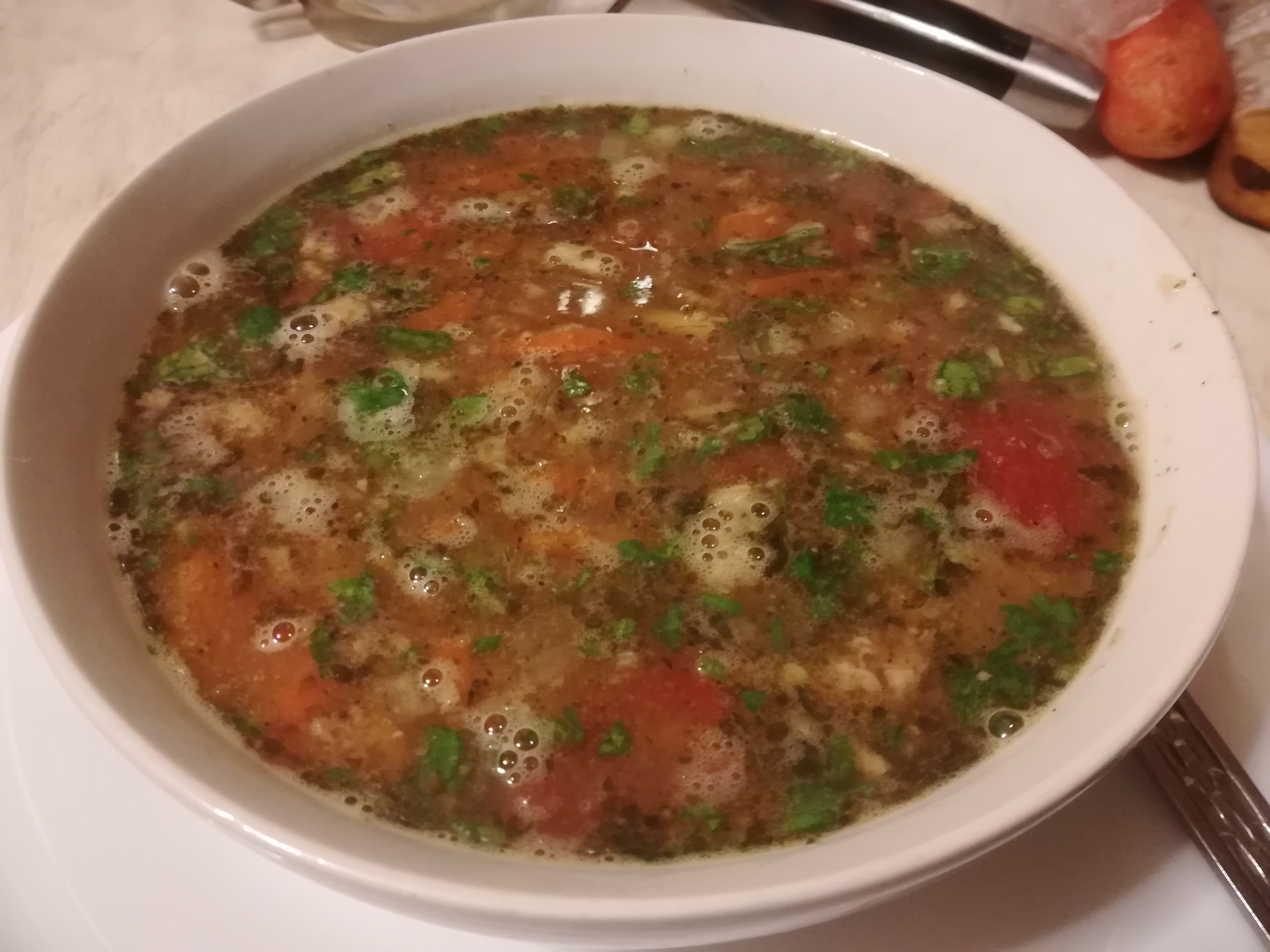
하시 (조지아)
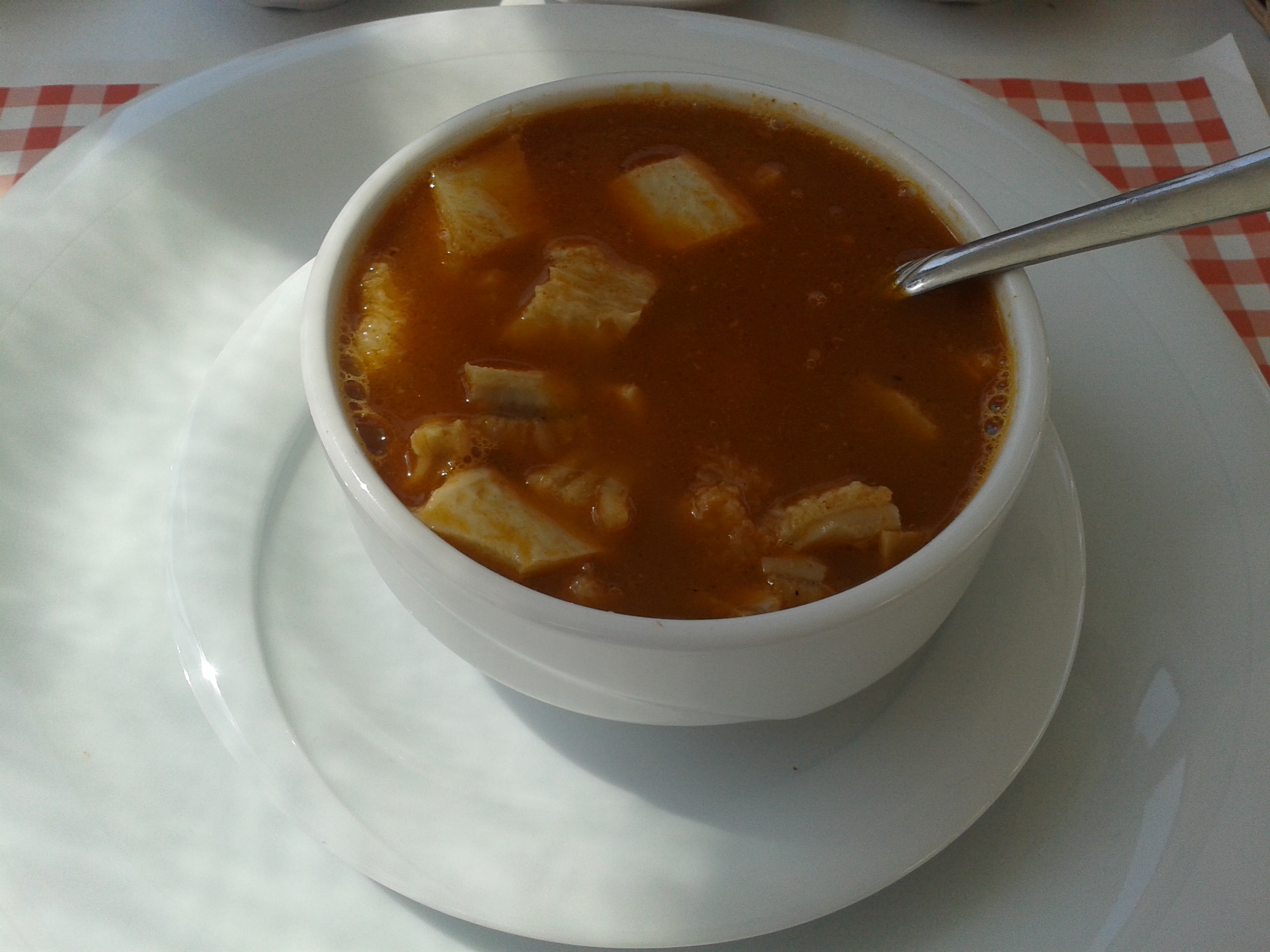
투즐라마 (터키)
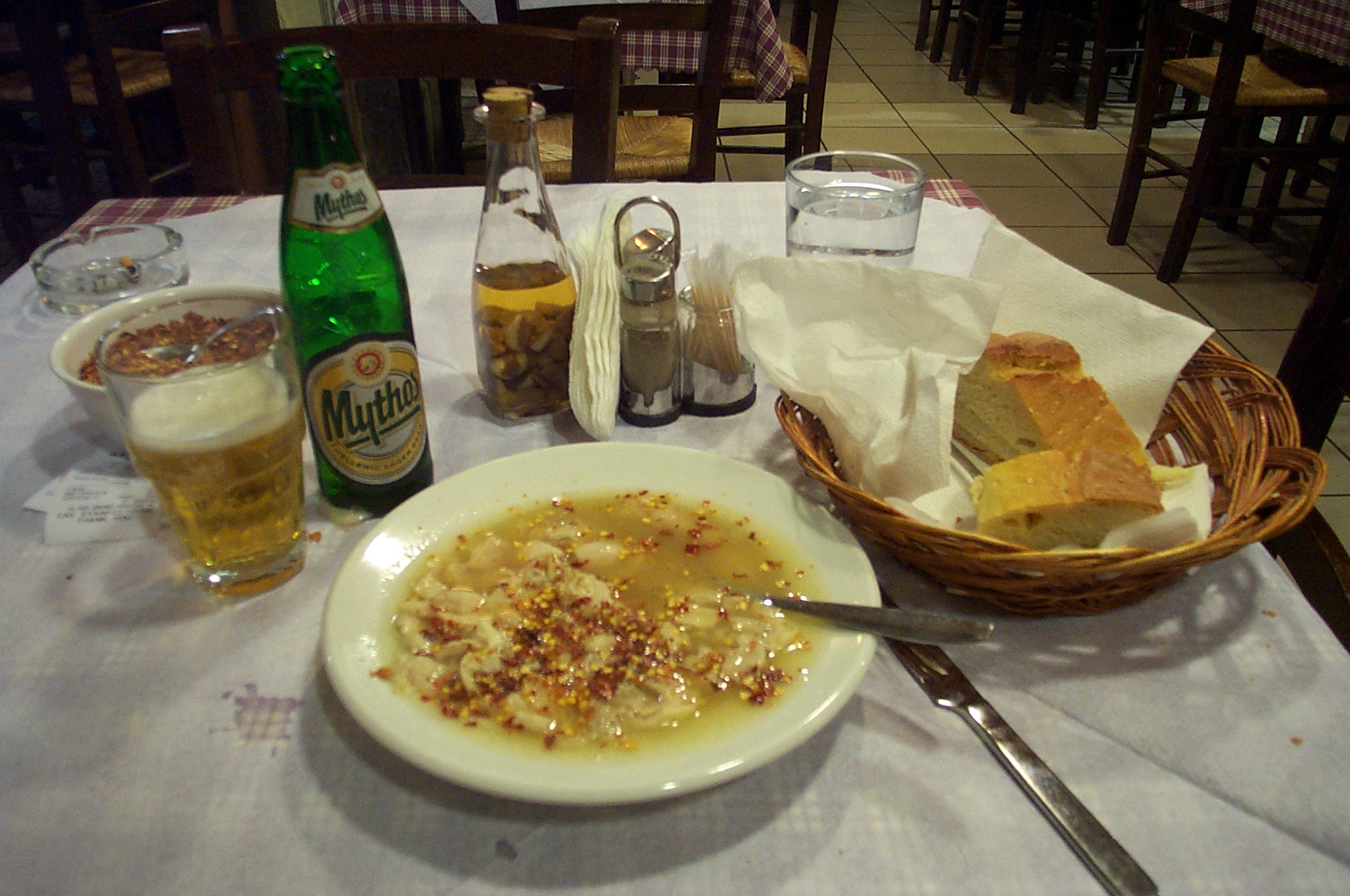
파차스 (그리스)

### 중앙유럽
독일에서는 쇠양으로 끓인 수프가 쿠텔주페(Kuttelsuppe) 또는 플레크주페(Flecksuppe)라 불린다. 슈바벤의 자우어 쿠텔른(Saure Kutteln), 작센의 플레케(Flecke) 등 지역마다 여러 양탕이 존재한다. 그 외에도 독일은 아니지만 독일 문화권인 옛 프로이센 지역에서는 쇠양을 넣어 끓인 쾨니히스베르거 플레크(Königsberger Fleck)를 먹는다.
슬로바키아에서는 쇠양으로 끓인 드르슈코바 폴리에우카(držková polievka)를 먹는다.
오스트리아에도 슈타이어마르크의 슈타이리셰 플레크주페(Steirische Flecksuppe) 등 여러 가지 양탕 요리가 있다.
체코에는 쇠양이나 오소리감투에 파프리카가루, 양파, 마늘 등을 넣어 끓인 드르슈티코바 폴레프카(dršťková polévka)를 먹는다.
폴란드에서는 플라키(flaki)를 먹는다. 보통 쇠양으로 끓이지만, 오소리감투나 사슴양을 쓰기도 한다.
헝가리에서는 쇠양을 넣어 끓인 퍼철레베시(pacalleves)를 먹는다. 파프리카가루를 듬뿍 넣어 양념한 것은 퍼철푀르쾰트(pacalpörkölt)라 부른다.

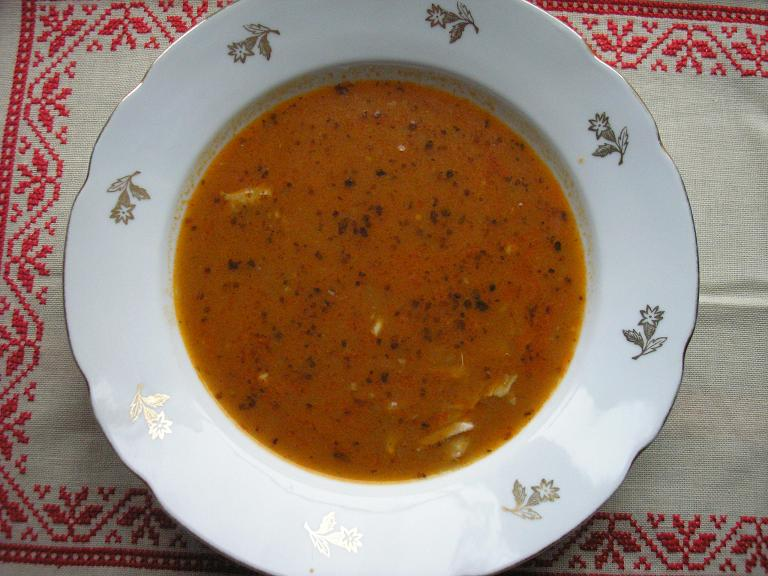
드르슈코바 폴리에우카 (슬로바키아)
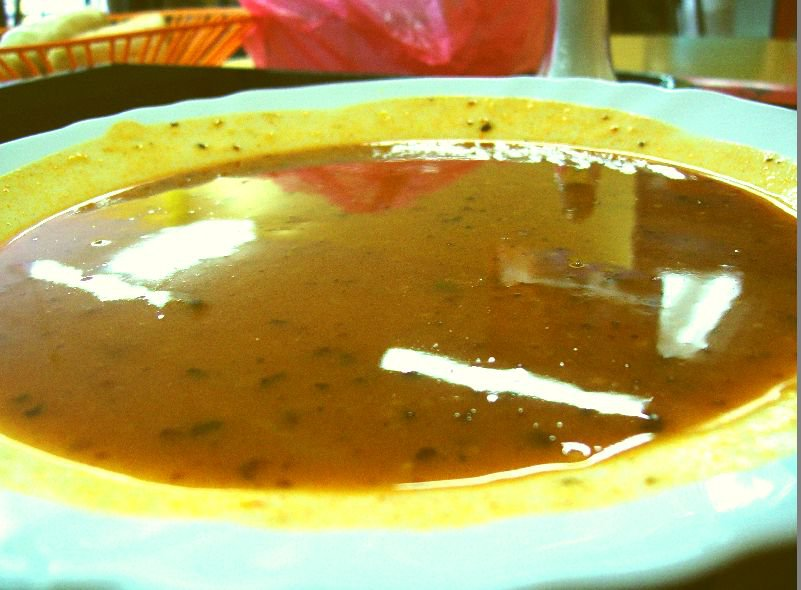
드르슈티코바 폴레프카 (체코)
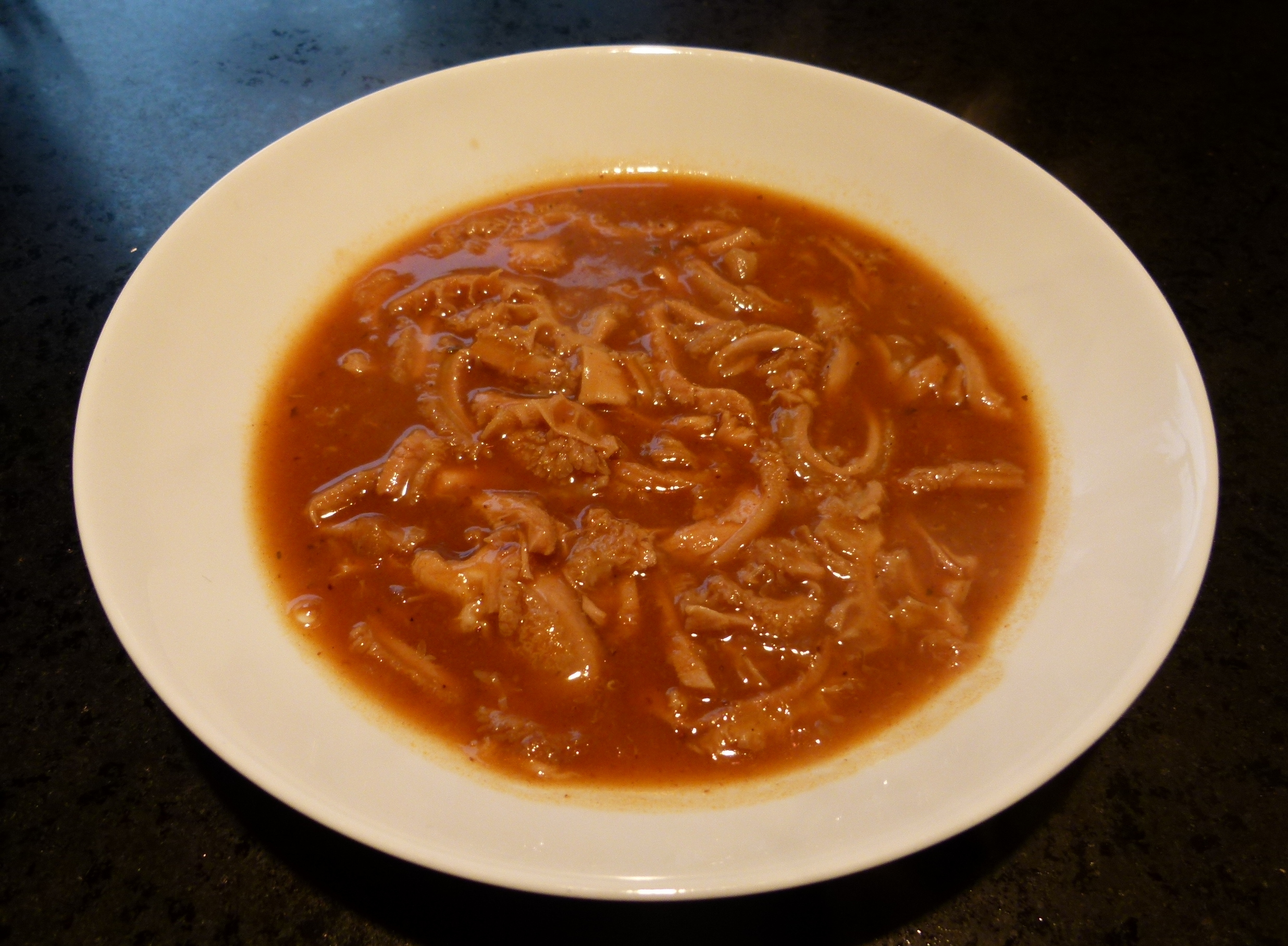
자우어 쿠텔른 (독일)
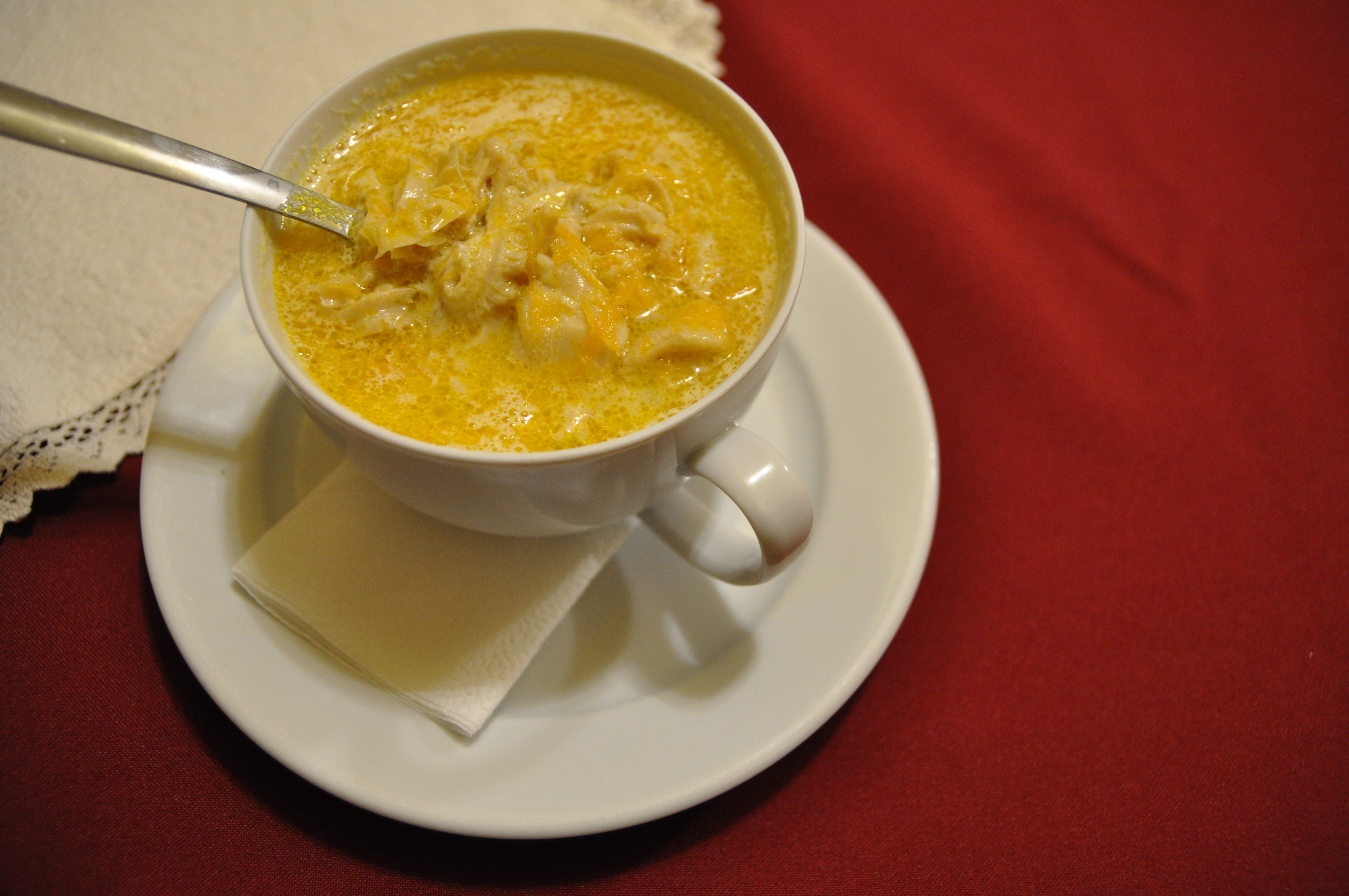
퍼철레베시 (헝가리)
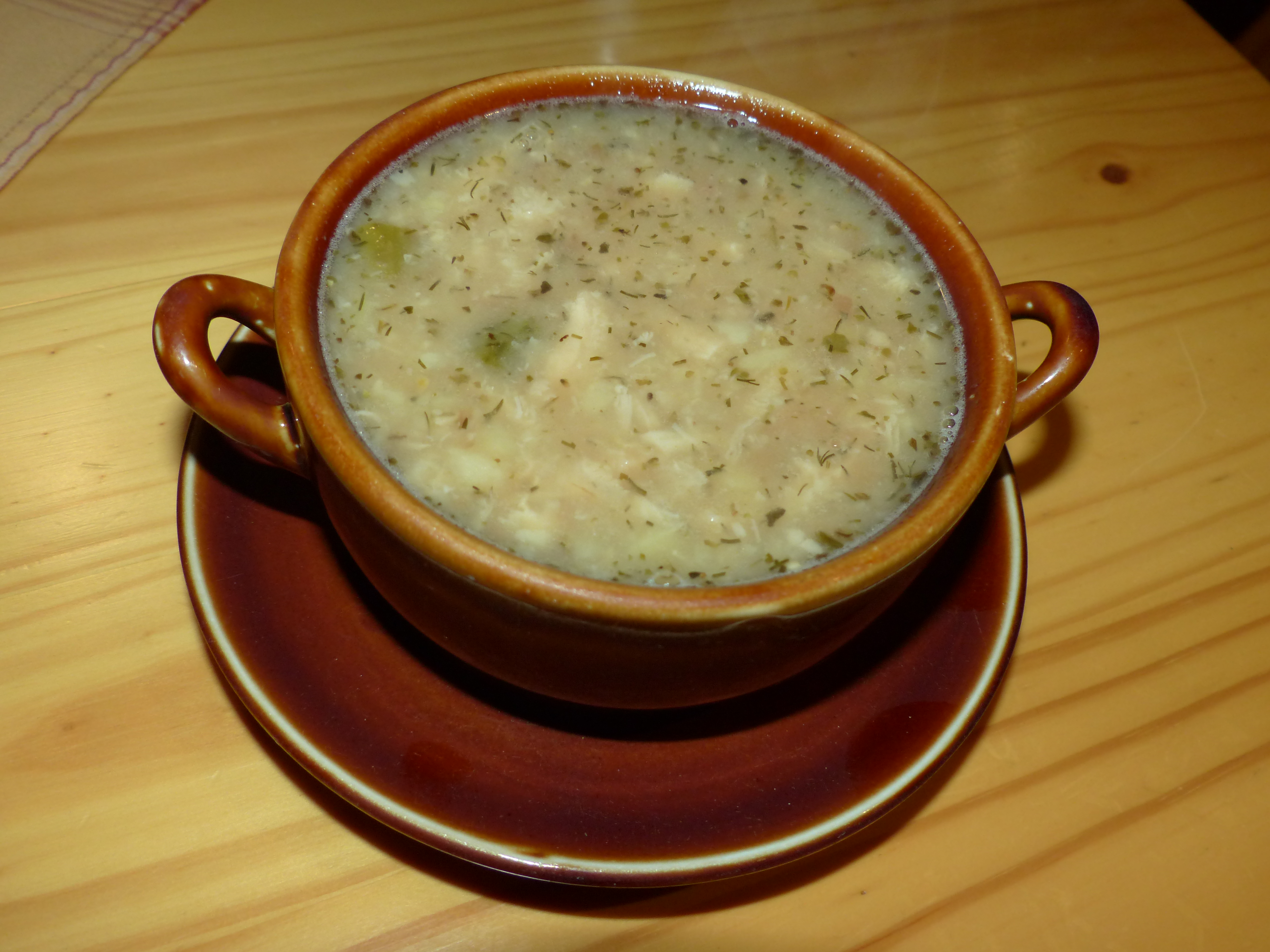
플레케 (독일)
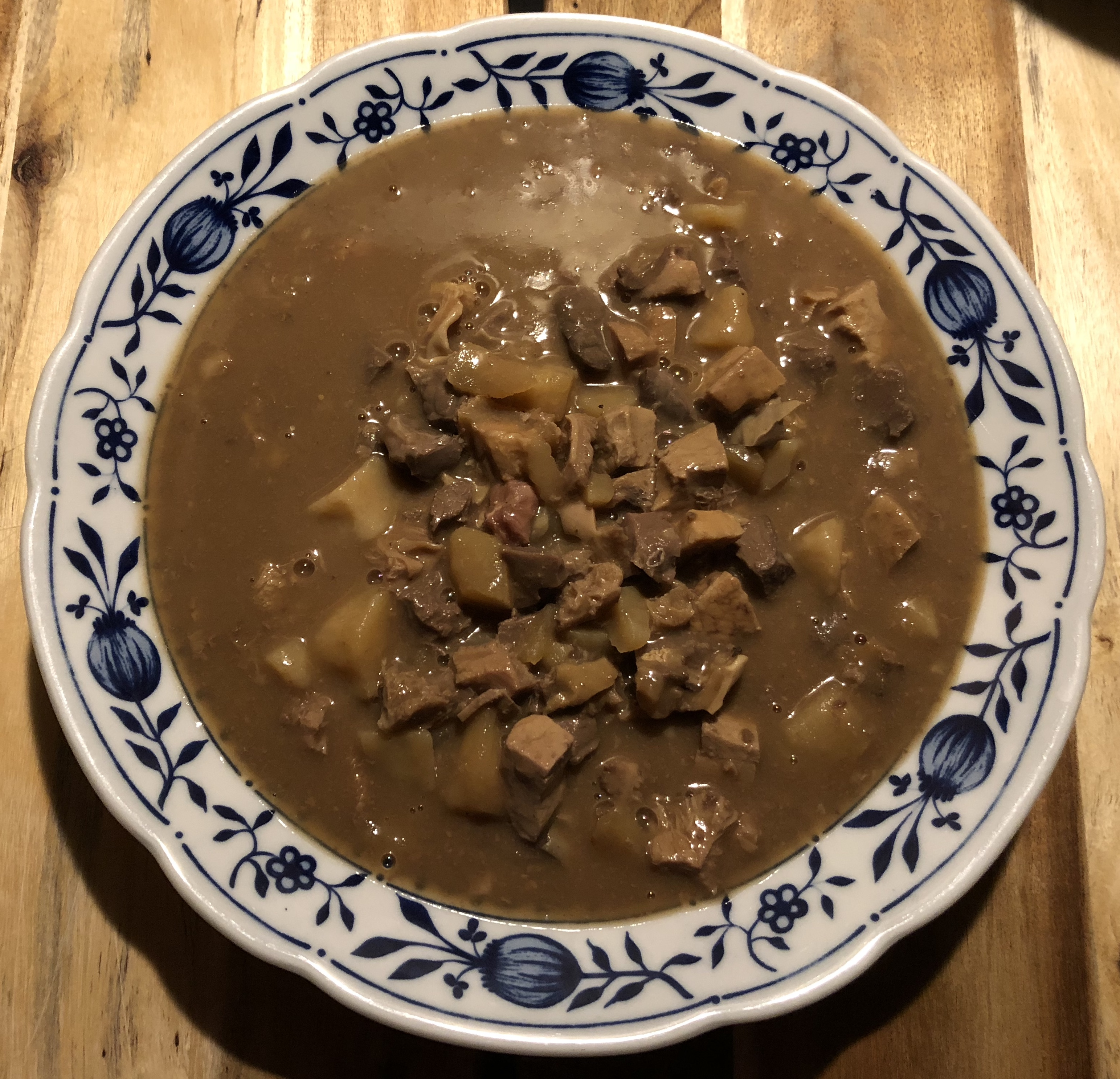
플레케 (폭틀란트)
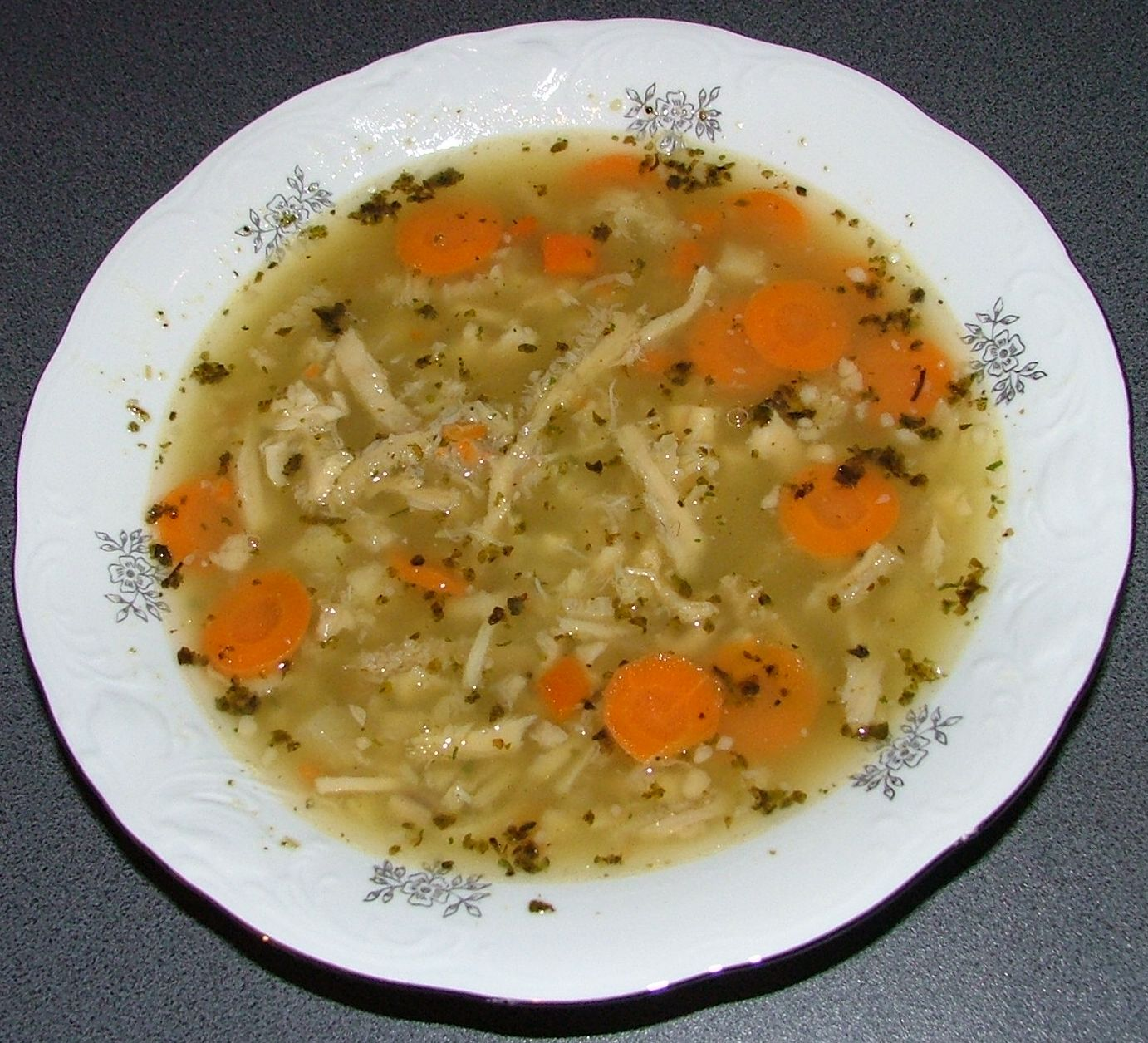
플라키 (폴란드)

### 서·남유럽
이탈리아에서는 밀라노의 트리파 알라 밀라네세(trippa alla milanese), 피렌체의 트리파 알라 피오렌티나(trippa alla fiorentina) 등 여러 지역에서 양탕을 먹는다. 시칠리아에서는 송아지양으로 끓인 콰루미(quarumi)를 먹는다.
포르투갈에서는 쇠양으로 도브라다(dobrada) 또는 도브라디냐(dobradinha)를 끓여 먹는다. 포르투의 트리파스 아 모다 두 포르투(tripas à moda do Porto) 등 지역별 조리법도 존재한다.
프랑스 노르망디에서는 쇠양으로 트리프 아 라 모드 드 캉(tripes à la mode de Caen)를 끓여 먹는다.

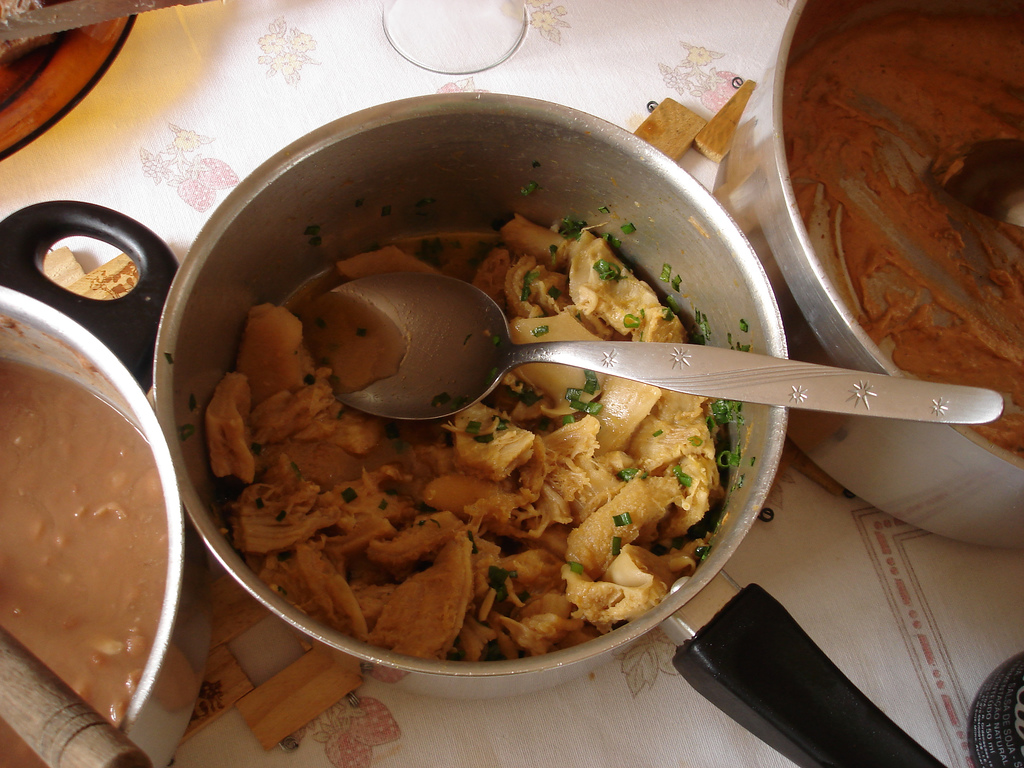
도브라다 (포르투갈)
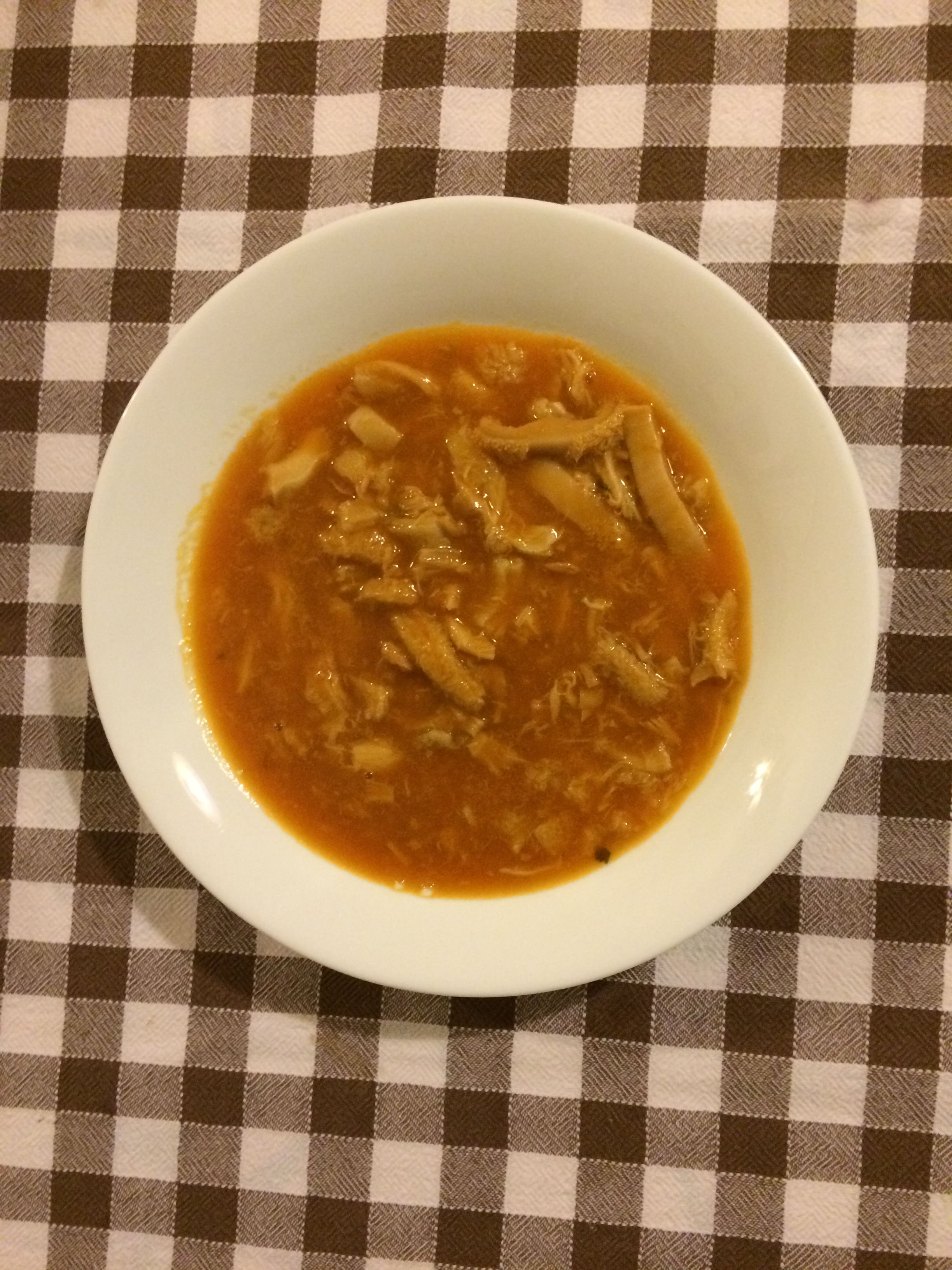
트리파 알라 밀라네세 (이탈리아)
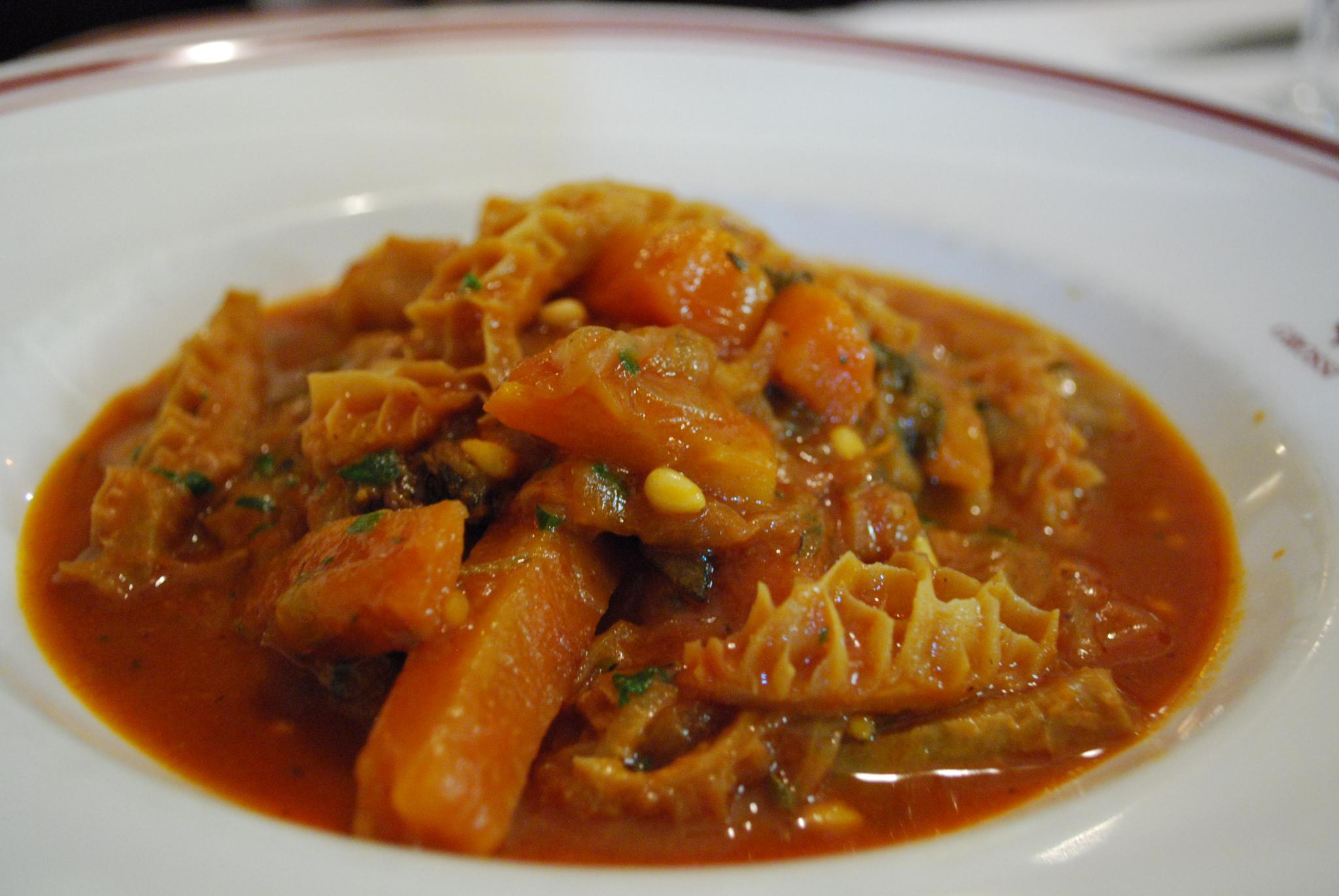
트리파 알라 피오렌티나 (이탈리아)
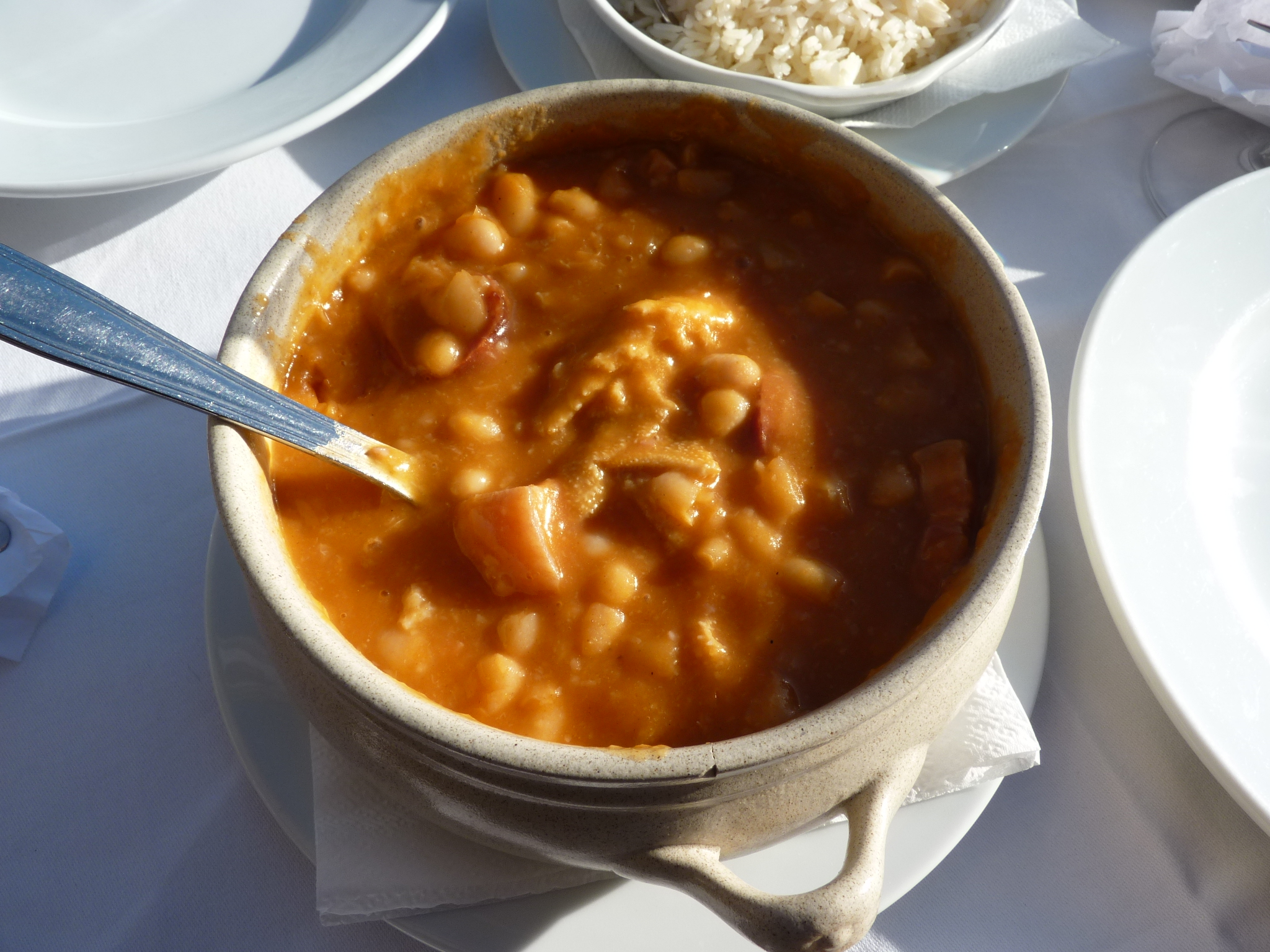
트리파스 아 모다 두 포르투 (포르투갈)
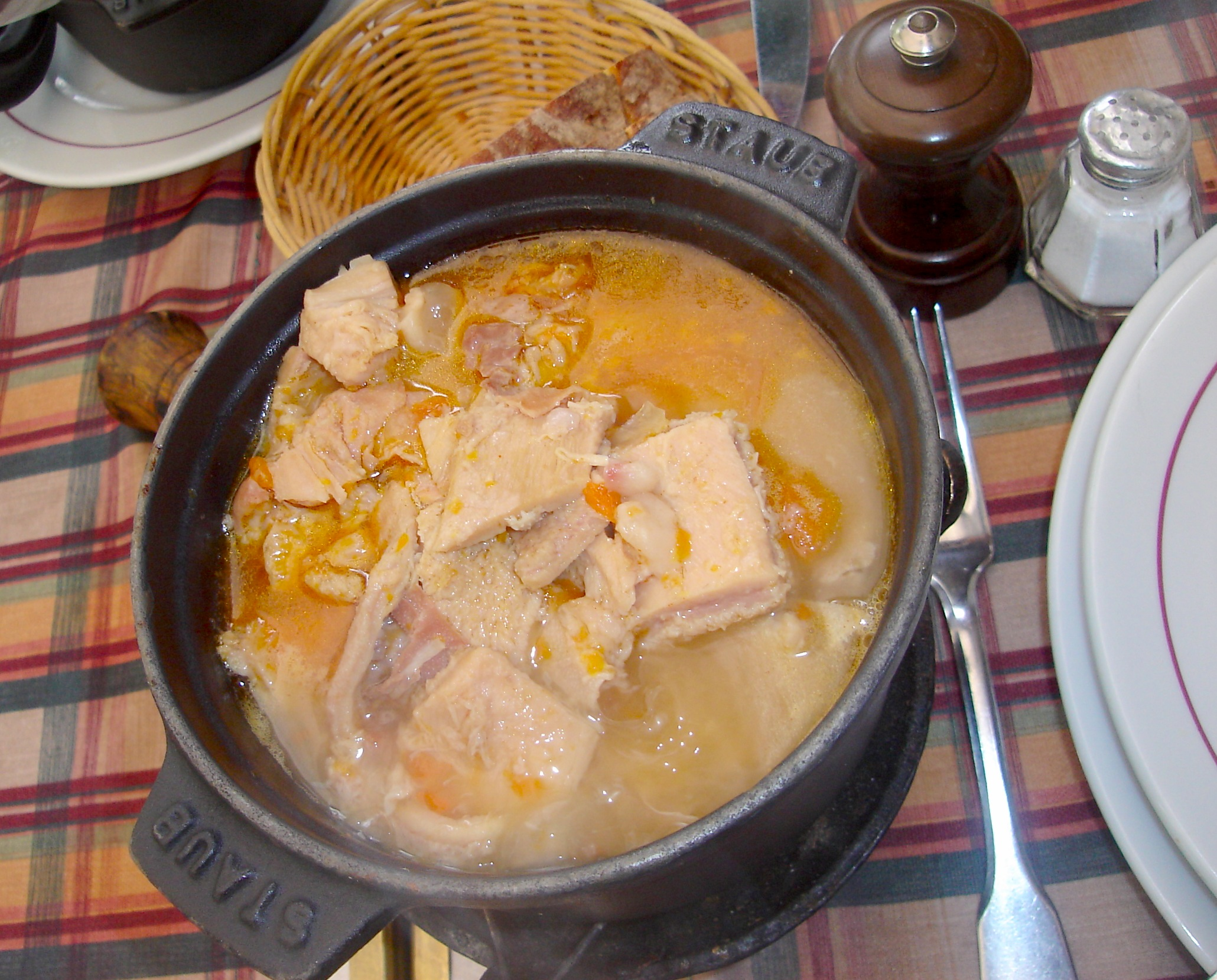
트리프 아 라 모드 드 캉 (프랑스)

### 남·북아메리카
멕시코에서는 쇠양으로 메누도(menudo)를 끓여 먹는다.
브라질에서는 쇠양으로 도브라지냐(dobradinha)를 끓여 먹는다. 여러 부속 고기를 넣어 만드는 모코토(mocotó)에도 쇠양이 들어간다.
엘살바도르에서는 쇠족과 쇠양을 넣어 끓인 소파 데 파타(sopa de pata)를 먹는다.
카리브와 라틴 아메리카 지역에서는 쇠양이나 오소리감투로 끓인 소파 데 몬동고(sopa de mondongo)를 먹는다.
페루에서는 쇠족과 쇠양 또는 족발과 오소리감투를 넣어 끓인 파타스카(patasca)를 먹는다.

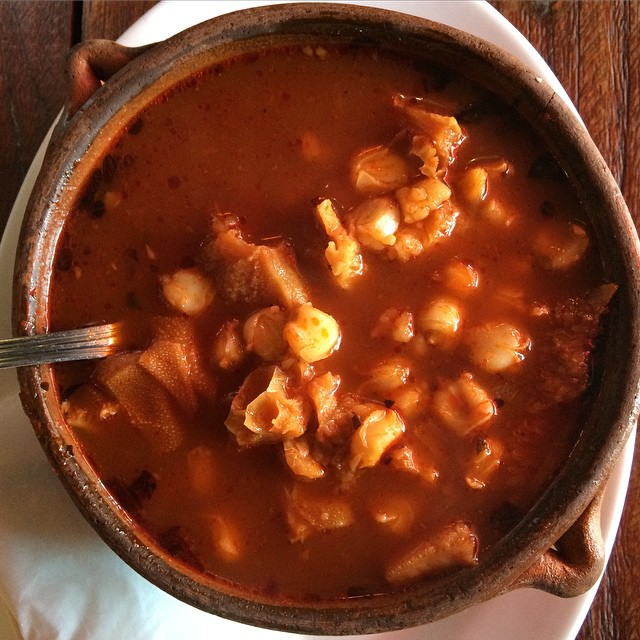
메누도 (멕시코)
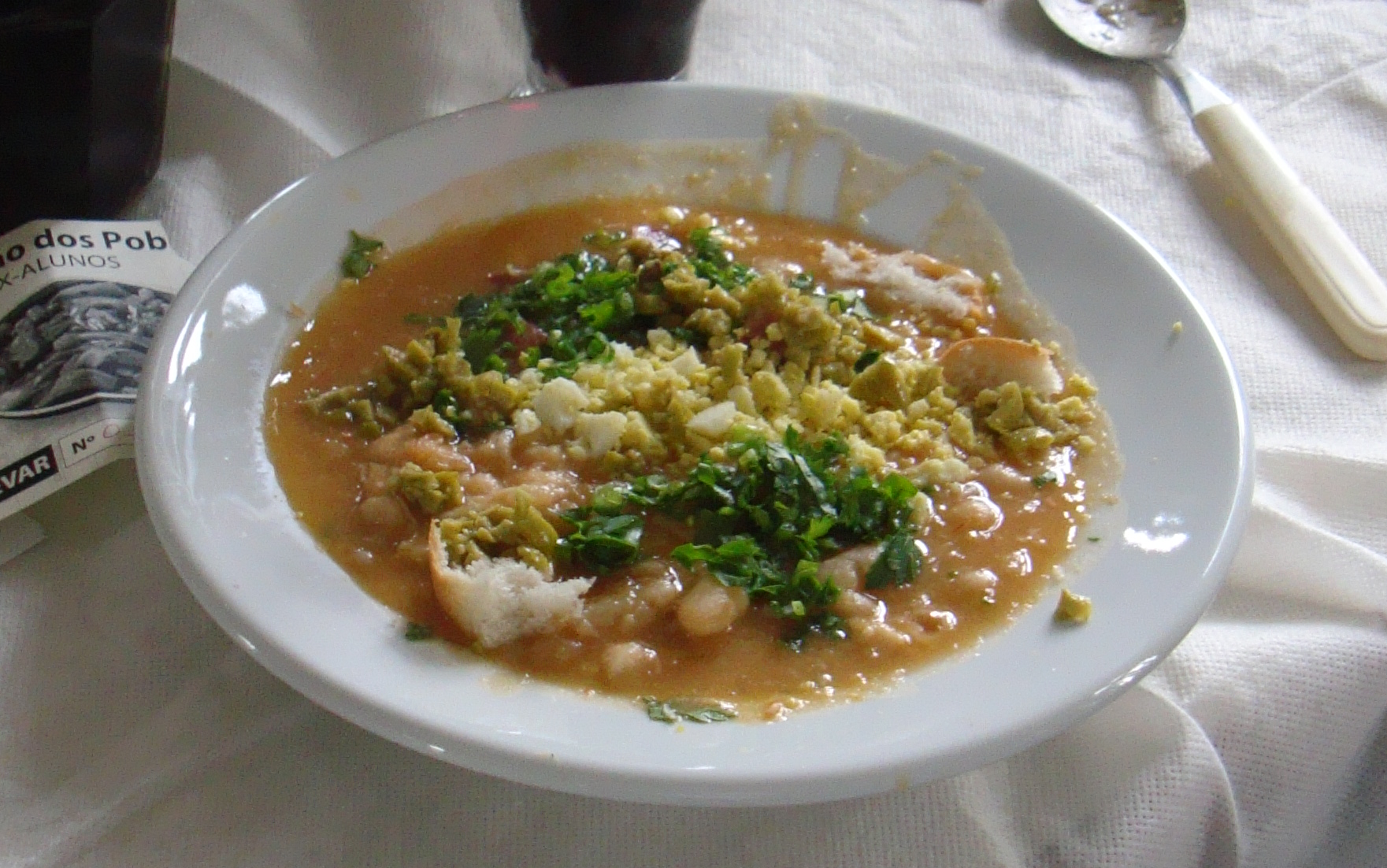
모코토 (브라질)
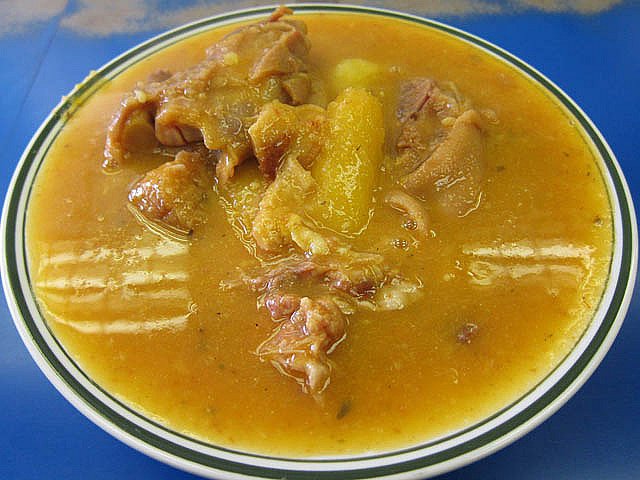
소파 데 몬동고 (푸에르토리코)
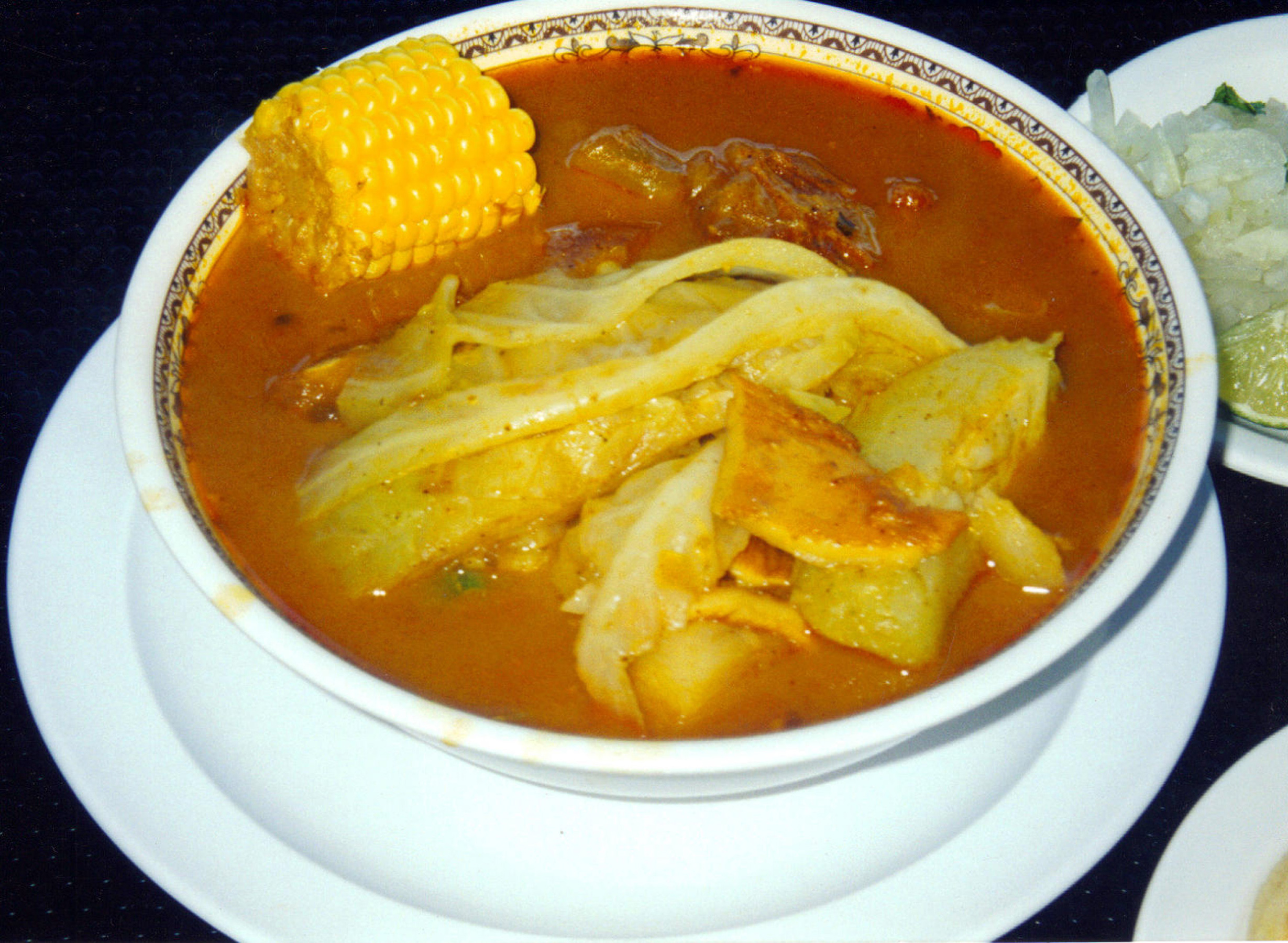
소파 데 파타 (엘살바도르)
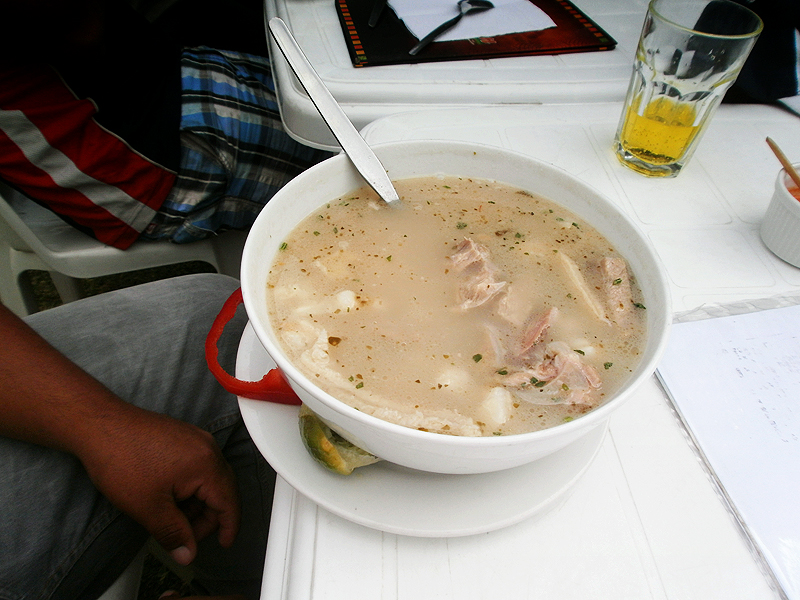
파타스카 (페루)

## 같이 보기
- 메누도